# Pervez Musharraf
Pervez Musharraf (urdú: پرویز مشرف)  (Delhi, 11 d'agost de 1943 - Hospital Americà de Dubai, 5 de febrer de 2023) fou un general pakistanès que ascendí al poder del país a través d'un cop d'estat i se'n proclamà president. La presència d'un dictador pro-americà afavorí el control geopolític de la zona centre-asiàtica per part dels EUA, durant la guerra de l'Afganistan i d'Iraq. Durant l'any 2007 inicia un procés de democratització promovent el retorn de polítics exiliats, entre els quals caldria destacar a Benazir Bhutto, per tal de poder convocar eleccions democràtiques cedint a pressions internacionals.
El 18 d'agost de 2008 dimití de President del Pakistan, per la gran pressió del govern socialista presidit per Yousaf Raza Gillani. Des d'aleshores vivia exiliat a Dubai.